# 鎌田政年
鎌田政年（かまた まさとし，永正11年（1514年） - 天正11年7月8日（1583年8月25日））戰國時代及安土桃山時代武將。薩摩國島津氏家臣。別名政房。通稱刑部左衛門、尾張守。出家後名為寬栖。妻為山田有親之女。子為鎌田政廣、鎌田政商。

## 略歷
仕於島津忠良、貴久、義久三代，歷任大隅帖佐、薩摩馬越、日向三ツ山、大隅牛根等地頭職務。
弘治3年（1557年）進攻薩摩北部的豪族蒲生範清、永祿11年（1568年）進攻菱刈隆秋守備的薩摩馬越城，屢獲軍功。尤其進攻馬越城時，獲得島津忠良褒揚。 
元龜3年（1572年）5月4日爆發木崎原之戰，與島津義弘共同領軍150人出陣，攻擊於池島川休憩的日向伊東氏軍隊，更與義弘親率60人繞至伊東軍的背後夾擊，成功擊退約3,000人的伊東軍。
天正6年（1578年）島津氏於耳川之戰中擊敗大友氏後，致力促成肥後國的豪族城氏、名和氏與島津氏的外交。政年藉此成功入侵肥後國。天正8年（1580年），與新納忠元進攻肥後國阿蘇氏領土，攻滅矢崎城（熊本縣宇土郡）的中村惟冬。
死後法名為「喜翁勝觀庵主」。葬於姶良郡牛根二川的望海山喜翁院。